# 望月柚枝
望月 柚枝（もちづき ゆえ）は、フリーの女性向ゲームシナリオライター。

## 参加作品

### 乙女ゲーム
- 水の旋律（KID）
- 水の旋律2 緋の記憶（KID）
- アルコバレーノ!（オトメイト）
- デザート・キングダム（オトメイト）
- アーメン・ノワール（オトメイト）
- AMNESIA（オトメイト）
- AMNESIA LATER（オトメイト）

- Lovers Lesson（イメージサーカス）
- 永遠の向こう（イメージサーカス）

- 星の王女（美蕾）
- 星の王女2（美蕾）
- VAMPIRE SWEETIE（シュガービーンズ）
- デザートラブ -彼とのはじまり-（ティラミスヴィラ）
- 銀の冠碧の涙（アロマリエ）
- プリティ☆ウィッチ☆アカデミー!（Strawberry*Maiden）
- Riddle Garden（キャラメリア）
- 初彼エッチ～ビジュアルドラマ～サトル編（ステラワース）
- APRIL（サンクチュアリ）
- 殺し屋とストロベリー（ブロッコリー）

### ボーイズラブゲーム
- ブライダルコーディネーター（イメージサーカス）

### シチュエーションCD
- 戀々（マリン・エンタテインメント）